# Hidrocaritacee
Hidrocaritaceele (Hydrocharitaceae) este o familie cosmopolită de plante erbacee monocotiledonate acvatice, submerse sau plutitoare la suprafața apei, cu frunze întregi. Familia cuprinde circa 76 de specii, repartizate în 17  genuri, dintre care 3 genuri sunt marine, iar restul populează apele dulci ale continentelor. În flora României, familia este reprezentată prin genurile Hydrocharis, Stratiotes, Elodea și Vallisneria.
Denumirea de Hydrocharitaceae derivă de la cuvintele grecești hydros = apă, charis = frumos, adică "frumusețea apelor" și sufixul -aceae, care  indică regnul de familie de plante.

## Genuri
- Apalanthe
- Appertiella
- Blyxa
- Egeria
- Elodea
- Enhalus
- Halophila
- Hydrilla
- Hydrocharis
- Lagarosiphon
- Limnobium
- Maidenia
- Najas
- Nechamandra
- Ottelia
- Stratiotes
- Thalassia
- Vallisneria

## Specii din România
Flora României conține 5 specii ce aparțin la 4 genuri:
- Elodea canadensis = Ciuma apelor, Lipitoare
- Elodea nuttallii - recent introdusă în România[10]
- Hydrocharis morsus-ranae = Iarba broaștelor, Mușcătura broaștei
- Stratiotes aloides = Foarfeca bălții
- Vallisneria spiralis = Sârmuliță, Vijoaică, Valisnerie

## Specii din Republica Moldova
Flora Republicii Moldova conține 4 specii ce aparțin la 4 genuri:
- Elodea canadensis Michx. = Ciuma apelor
- Vallisneria spiralis L. = Orzoaică de baltă
- Hydrocharis morsus-ranae L. = Iarba broaștelor
- Stratiotes aloides L. = Foarfeca bălților